# Riksväg 8, Estland
Riksväg 8 är en primär riksväg i Estland som utgör en del av Europaväg 265. Vägen är 47 kilometer lång och går mellan huvudstaden Tallinn och hamnstaden Paldiski. Europaväg 265 fortsätter sedan därifrån som färjelinje till Kapellskär i Sverige där den ansluter till Europaväg 18.
Riksväg 8 ansluter till:
- Riksväg 1/Europaväg 20 (i Tallinn)
- Riksväg 2/Europaväg 263 (i Tallinn)
- Riksväg 4/Europaväg 67 (i Tallinn)
- Riksväg 11/Europaväg 265 (vid Keila)
- Riksväg 17 (vid Keila)
- Riksväg 18 (vid Niitvälja)
- Färjelinjen Kapellskär–Paldiski/Europaväg 265 (vid Paldiski)

## Galleri

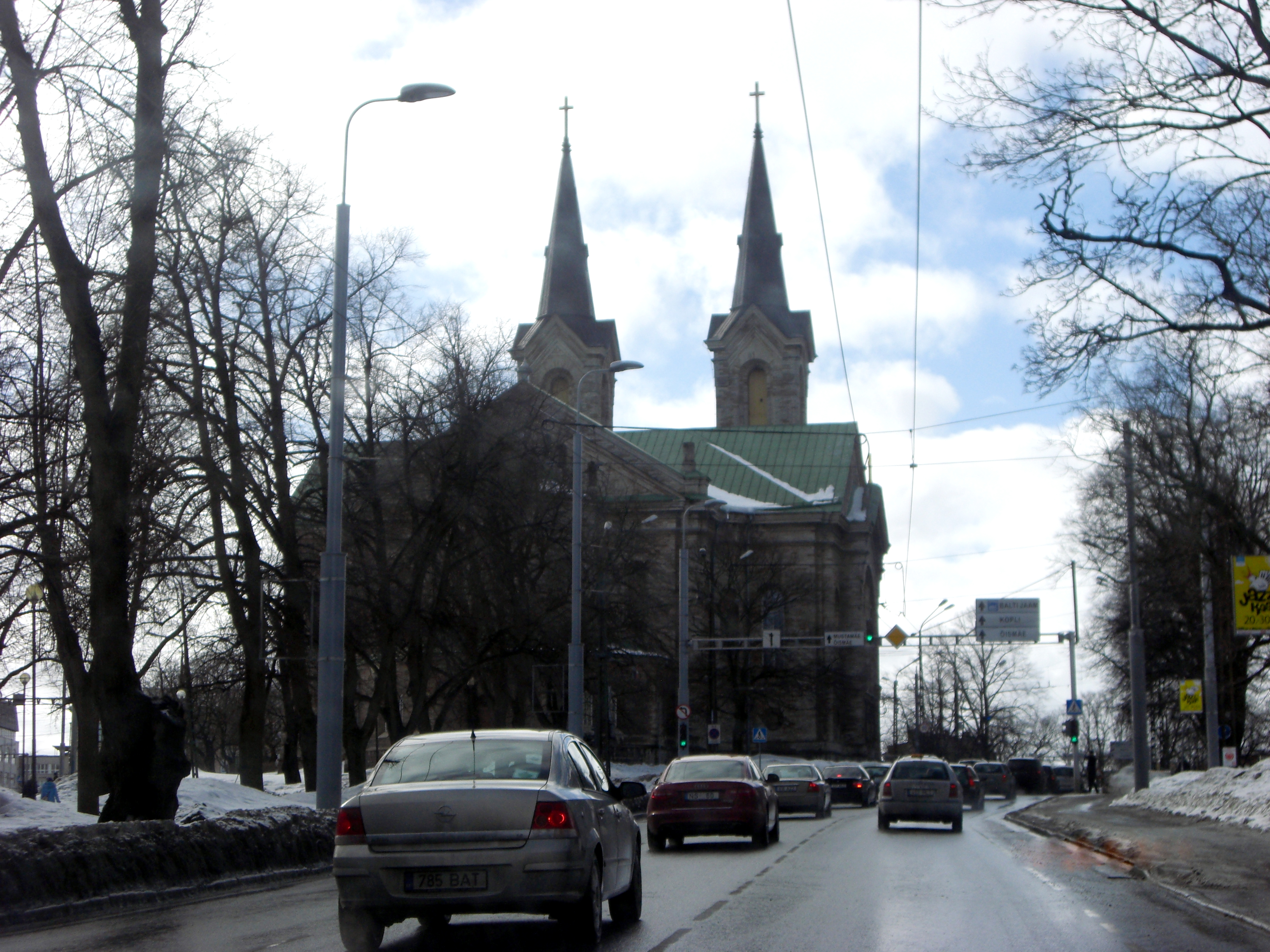
Riksväg 8 i Kesklinn, Tallinn.
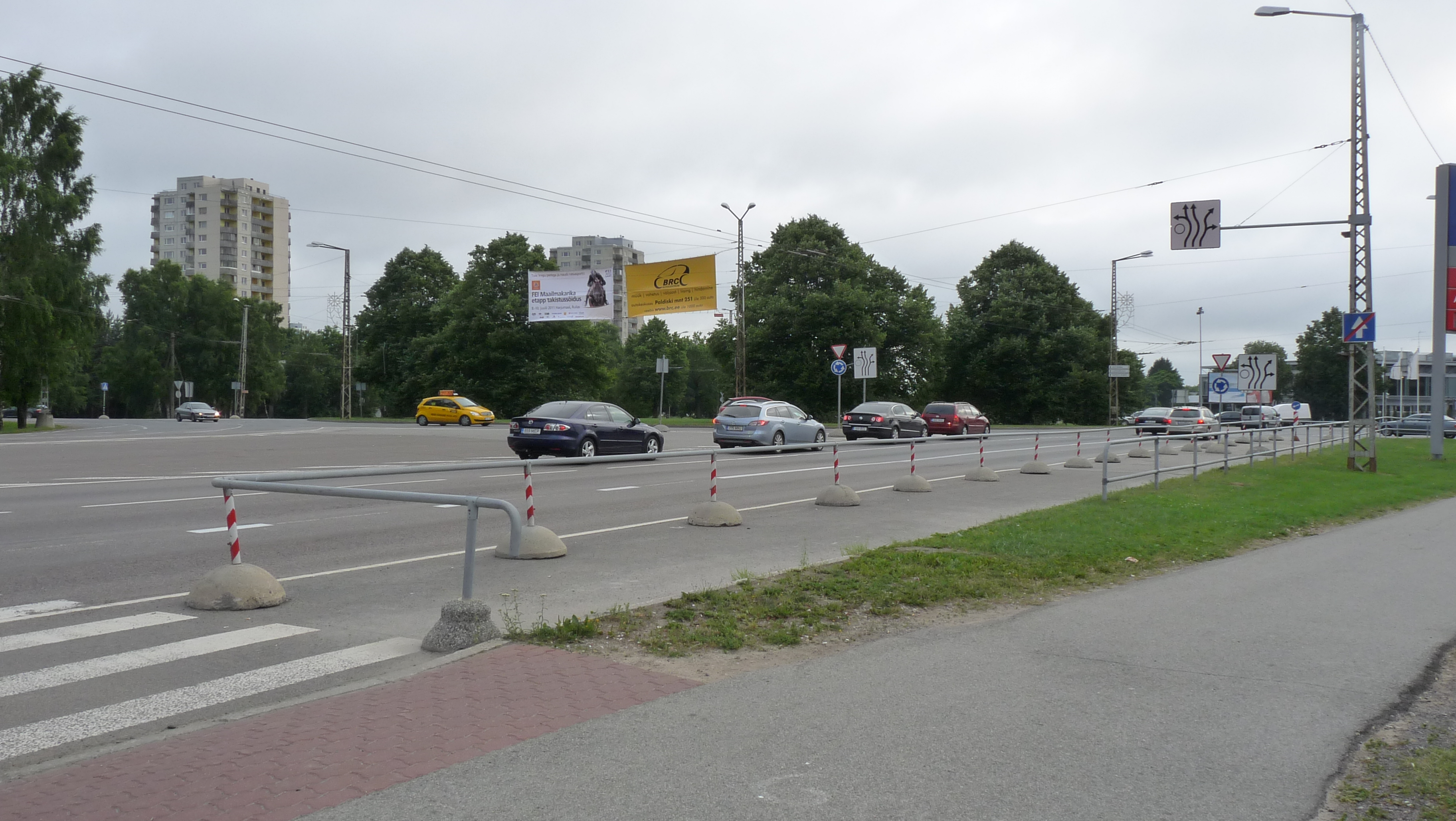
Riksväg 8 i Haabersti, Tallinn.
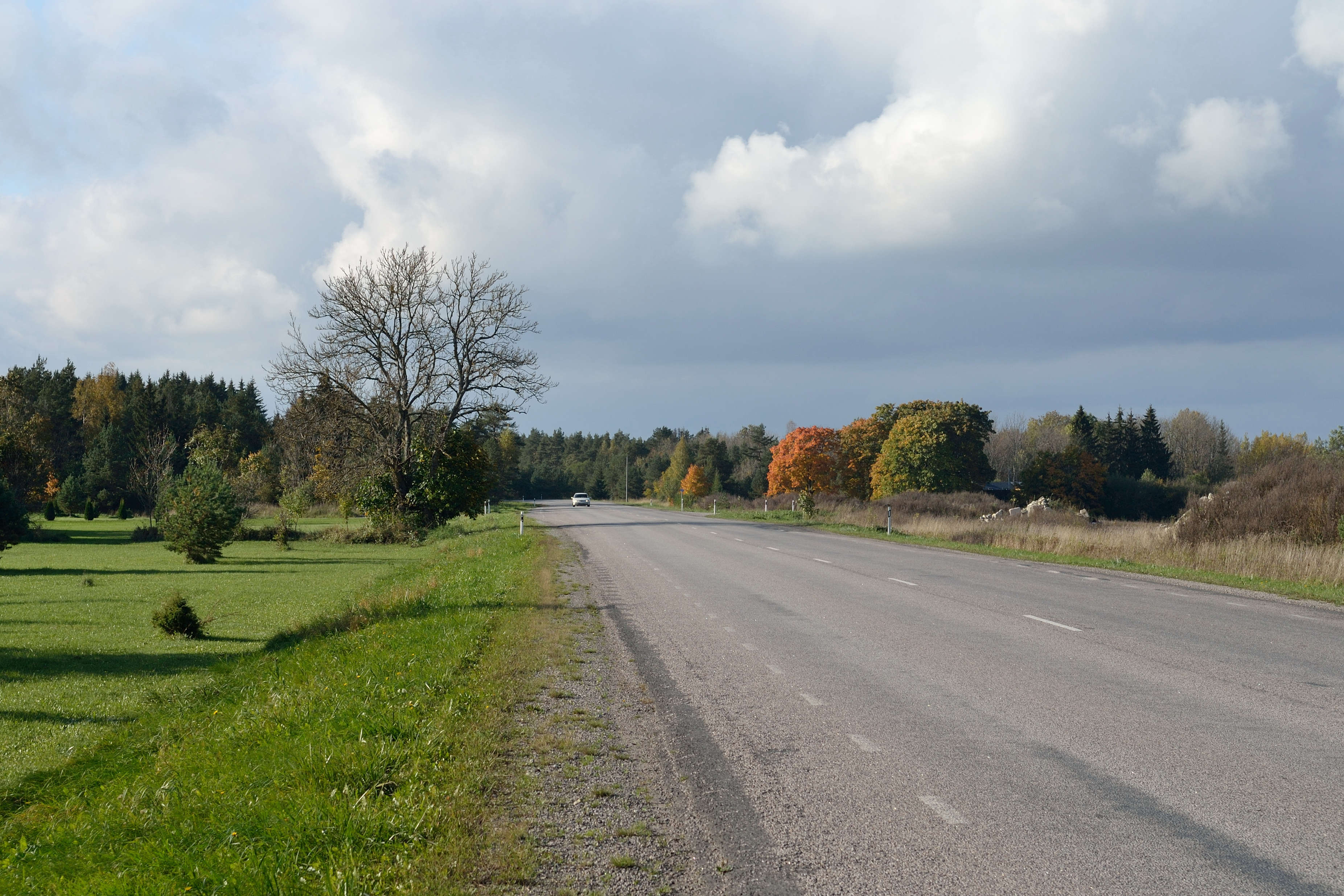
Riksväg 8 vid byn Valkse.